# 코르토 말테제

《코르토 말테제》(Corto Maltese)는 이탈리아 만화가 우고 프랏트(Hugo Pratt)가 만든 만화 시리즈이면서 이 만화 시리즈 주인공 이름이다. 이 만화의 주요 내용은 주인공 코르토 말테제가 20세기에 세계를 돌아다니며 모험을 한다는 내용인데, 이탈리아 만화이지만 프랑스에 번역 출간된 이후로 프랑스 팬이 양산되어 작가의 고향인 이탈리아보다 프랑스에서 더욱 유명해졌다. 팬들의 요구에 따라 코르토 말테제 출판권을 가진 카스테르만(Casterman)에서 《코르토 말테제-회상록》을 출간하기도 했다.

## 모험 시리즈
아래 목록은 코르토 말테제가 모험한 연도 순으로 정리한 목록이다.
- 1905 《청춘》
- 1913-1915 《염해의 발라드》
- 1916-1917 《염소자리 아래에서》
- 1917 《코르토 말테제 항상 더 멀리 나가다》
- 1917-1918 《켈트 이야기》
- 1918 《에티오피아 대장정》
- 1918-1920 《시베리아 횡단열차》
- 1921 《베네치아의전설》
- 1921-1922 《사마르칸트의 황금궁전》
- 1923 《탱고》
- 1924 《헬베티아 사람들》
- 1925 《무》

### 코르토 말테제의 생애
아래 연표는 카스테르만 출판의 《코르토 말테제-회상록》내용을 근거로 한 코르토 말테제 연표다.
- 1887년 7월 10일 몰타 섬 발레타 출생. 어머니는 지브롤터의 소녀 la Niña de Gibraltar 라는 별명으로 유명한 안달루시아계 집시 마법사였고 아버지는 웨일스 출신의 해군이었다. 당시 몰타섬이 영국의 식민지였기 때문에 코르토는 영국인이다.
- 1897년 10살에 스페인 코르도바도의 유대인 구역에서 살고 있었다. 그때 그의 어머니 친구로 미래를 예견하는 점성술사에게 손금에 운명선이 없다는 말을 듣고 아버지의 면도칼로 운명선을 그어버렸다. 1900년 여름 그의 나이 13세였을 때 중국을 여행한다. 휴고 프라트의 어시스턴트 라파엘 비아넬로에 따르면, 코르토는 그곳에서 처음으로 의화단 사건(1900년 4월~8월) 때 대포를 파괴하는 공훈을 세운다.
- 1905년 9월 러일전쟁 중에 만주에서 그는 종군기자이자 후에 유명한 작가가 될 잭 런던(Jack London)과 친구가 된다. 그때 차르 군에서 탈영한 라스푸틴도 만난다. 코르토와 라스푸틴은 금광을 찾기 위해 에티오피아로 가는 배를 탄다. 그런데 배에서 폭동이 일어나는 바람에 그들은 목적지를 바꿔 아르헨티나로 가게 된다. 라스푸틴과 함께 파타고니아에서 미연방보안관을 피해 달아나는 유명한 무법자들 부치 캐시디, 선댄스 키드, 에타 플라스를 만난다.
- 1907년 이탈리아 안코나에서 여관 문지기인 조제프 주가추빌리(스탈린)를 만난다. 14년이 지난 후 코르토는 그와의 친분 덕에 위기를 모면한다.
- 1908년 아르헨티나로 돌아온 코르토는 잭 런던과 다시 만난다.
- 1908년부터 1913년까지 마르세이유, 튀니스, 앤틸리스, 뉴올리언스, 인도, 중국을 여행한다.
- 1910년 보스톤과 리버풀사이를 운항하는 보스토니안호의 제2항해사로 있었을 적, 기자이자 마르크스주의 평론가로 알려지게 되는 존 리드를 변호한다. 그때 선실에서 일하는 한 아이가 죽는 일이 생겼는데 선장은 다른 선실 소년이 아이를 죽인 거라고 생각하고 고발한다. 코르토는 재판에서 리드가 무죄라는 것을 증명했으나, 그로 인해 선장의 블랙리스트에 오르게 되었다.
- 1913년 남태평양에서 불가사의한 범죄조직을 운영하는 “수도승“의 부하가 된다. 10월 31일 배에 탄 승무원들의 폭동으로 뗏목에 묶여서 표류하고 그 다음날 라스푸틴에 의해 발견되어 구조된다. 라스푸틴 또한 ”수도승“ 연합의 조직원이었다.
- 1914년 에스콘디다라는 가상의 섬에 있게 된다. 그때 영국해군이 에스콘디다를 점령하고, 독일인 친구 슬러터가 영국군에 의해 총살형을 당한다.
- 1915년 1월 무렵 코르토는 판도라와 작별인사를 하고 라스푸틴과 함께 피트케른 섬으로 항해한다. 이 때부터 남미에서의 코르토의 모험이 시작된다.
- 1916년 프라하 대학의 제레미아 스타이너 교수, 젊은 트리스탄 반탐과 함께 파라마리보, 생뤼랑뒤마로니, 바히아의 살바도르, 브라질, 아마존 우림 입구까지 항해한다.
- 1917년 초 영국 앤틸리스 열도에 있는 세인트 키츠에 머물러 있다가 영국령 온두라스(벨리즈), 마라카이보, 베네수엘라, 온두라스, 바르바도스, 오리노코 삼각주, 페루의 아마존 정글에 가기도 한다. 이 무렵 코르토의 친구 레비 컬럼비아는 엘도라도의 잃어버린 금광에 대한 망상에 사로잡혀있었으며, 코르토는 보물지도의 존재를 알게 되었고 보물을 찾기 위해 대서양을 건너 베네치아에 도착한다.
- 1917년 가을 베네치아에 도착. 하지만 보물은 못 찾고 실망만 하게 된다. 베넥시아나 스테벤슨을 만난다.
- 1917년 10월 24일 카포레토 전쟁이 일어나기 전에 아드리아해로 항해한다. 그때 잠시 더블린에서 지내면서 옛 IRA을 위해 총을 밀수하고 영국 스톤헨지에서 잠을 자고 독일의 사보타주에 대항한다.
- 1917년 11월 무렵 예멘에 머물러 있었다. 이때부터 아프리카에서의 모험이 시작된다. 1918년 9월 13일 코르토는 영국령 소말리아에서 에티오피아로 향하고, 쿠시를 만난다. 독일령 동아프리카에서 이 모험이 종결된다.
- 1918년 11월 11일 홍콩에 있는 집에 머물러 있었으며 1차 세계대전이 종결되었다는 소식을 접한다. 라스푸틴을 다시 만나고, 때마침 중국 비밀결사대 홍등의 지령을 받아 그들은 상하이로 떠난다. 그 중에 러시아 제국의 붕괴함께 열차에 실리게 된 차르의 황금을 추격하는 데 동참한다. 코르토는 U.S.M.C(미국해병대) 소속 비행사의 권유로 비행기를 타게 되고, 시베리아에 있는 치타 근처에서 추락, 치타 근처에서 러시아 코자크 군대의 지휘관 세메노프와 대결한다. 후에 코르토는 만주에 있는 볼캉 노르의 중국 군벌 창 장군의 기차를 파괴하는 과정에서 심하게 다친다.
- 1920년 2월 15일 하이라얼에 있는 일본군 캠프로 이송되어 하얼빈에 있는 U.S.M.C 병원에서 치료를 받는다. 3월에 그는 홍콩으로 돌아간다. 이 이야기는 중국의 주 키앙시에서 종결된다. 1920년 4월의 일이다.
- 1921년 가을, 시베리아에서의 모험을 한 1년 뒤, 베네치아의 연극과 같은 이야기 속으로 들어간다. 코르토는 아시아대륙에서의 새로운 모험에 앞서 로도스의 에게 섬을 여행한다. 다음 여정은 알렉산드로스 대왕의 보물을 찾기 위해 떠난 것이었는데 터키에서부터 아프가니스탄의 산까지 이르는 긴 여정이었다. 아다나에서 시작해서, 터키를 건너 아제르바이잔으로 간다. 볼셰비키에 의해 체포되어 거의 총살 당할 뻔했으나 스탈린의 중재에 의해 살아난다. 그 다음 코르토는 바쿠에서 카스피해를 건너 크라스노봇스크로 간다. 그곳에서 코르토는 부하라 에미리트에서 수감 중인 라스푸틴을 만난다.
- 1922년 8월 4일 타지키스탄의 러시아-터키 관할권이 서로 전쟁하는 중, 그들은 엔베르 파샤의 영웅적인 죽음을 목격한다. 마침내 아프가니스탄에 도착 했을 때에 키로스의 보물을 환각의 순간처럼 목격한다. 모험의 끝에서 코르토와 라스푸틴은 파키스탄 국경지역에서 헤어진다.
- 1923년 4월 아르헨티나에서 루이즈 브룩쇼븨츠가 사라진 것에 대해 조사하고 있었다. 《탱고》에서 그는 젊은 여성을 노예처럼 사고파는 “바르샤바”라는 매춘조합과 충돌한다. 코르토는 에스테베즈를 죽이고, 부패한 경찰이 그의 친구의 죽음에 대한 책임을 떠안게 된다. 4월 20일 밤에 아르헨티나를 떠난다.
- 1924년 코르토 말테제는 제레미아 스타이너와 함께 스위스 칸톤(주)들을 여행한다. 몬타뇰라의 헤세 집에서 헤르만 헤세를 만난다.
- 1925년 코르토는 레비 컬럼비아의 제안으로 라스푸틴과 함께 잃어버린 대륙 무(Mu)를 찾기 위한 항해를 한다.
- 1928년 12월 (La Revue Corto에 나오는 휴고 프라트의 수채화에 따르면) 소설가 앙리 드 몽프레드와 고생물학자이자 신학자인 떼이아르 드 샤르댕과 함께 에티오피아 하라르에 머물러 있었던 것으로 추측된다.
- 1936년 우파와 좌파간의 무장투쟁, 스페인 내전이 있었다. 그로부터 5년 뒤에 코르토 말테제 시리즈가 아닌 《사막의 전갈》이라는, 휴고 프라트의 또 다른 만화에서는 다나킬 전사 쿠시가 “확실히, 그는 스페인 내전 중에 사라졌다”고 말한다. 하지만 사라졌다는 뜻이 죽었다는 뜻은 아니었다.
- 1965년 사실 코르토는 스페인 내전 중에 죽지 않았다. 《염해의 발라드》의 서두를 읽은 독자들이라면 1965년 날짜로 되어있는 판도라의 편지 한 장을 볼 수 있는데, 그 편지에서 판도라는 코르토가 그녀의 가족과 어떻게 살고 있는지에 대해 이야기하고 있으며, 타라오가 죽은 사실에 대해 코르토가 슬퍼했다는 사실을 이야기한다.

## 등장인물

### 여인들
모험시리즈 속에서 코르토는 위험한 여자들, 매혹적인 여자들과 사랑에 빠진다. 이런 관계는 때로는 모호하지만 결국은 성공하지 못하는 관계로 귀결된다.
- 모아라 반시 오대넌(Banshee O' Danann Moired) 아일랜드 혁명 운동가. 총과 수류탄을 꺼내는 것을 주저하지 않는다. IRA를 배반하고 영국군에 들어가 배반자로 인식된 오설리반과 사랑에 빠진 적이 있었으나 코르토의 옛친구이자 혁명군 대표인 팻 피너컨과 결혼, 피너컨이 사망하면서 과부가 되었다. 독립전쟁을 하면서 두 명의 남자를 잃었으며 미래에 대한 불안감을 항상 지니게 되어 그녀는 늘 우울하다. 하지만 코르토가 함께 아일랜드를 떠나자고 제안했을 때, 그녀는 자기가 불행을 몰고 올 것이라면서 거절한다. 반시는 아일랜드에서 불행을 가져오는 마녀를 일컫는 말인데, 그녀도 이 속설을 믿고 있다.
- 모르가나 반탐(Morgana Bantam) 트리스탄의 의붓 누이. 브라질의 전통 주술사 황금입술을 스승 삼아 교육 받고 있다.
- 황금입술(Bouche dorée) 브라질 마쿰바(브라질에서 행해지는 부두교와 그리스도교가 혼합된 주술)세계에서 매우 존경받는 마술사이자 모르가나 반탐의 스승이다. 아무도 그녀의 나이를 알 수 없는데 그녀의 이야기를 들어보면 최소한 200세는 된 듯하다. 주술사 활동뿐만이 아니라 백인의 노예무역을 반대하는 브라질의 흑인, 인디언 혁명 세력에서 무기와 자본을 대주는 활동을 하기도 한다.
- 에스메랄다(Esmeralda) 아르헨티나의 매춘부. 코르토를 위기의 순간에 구해줬다.
- 루이즈 브룩쇼븨츠(Louise Brookszowyc) (프라트는 20세기의 유명한 영화배우인 루이즈 브룩스의 특징을 이 캐릭터에 넣었다. 프라트는 1983년 미국 여행 때 루이즈 브룩스를 만난다.) 바르샤바에서 태어난 폴란드인. 베네치아에서 Belle de Milan이라는 별명으로 더 잘 알려졌다. 코르토가 정신을 잃었을 때 간호해주었다. 후에 아르헨티나로 떠나서 부에노스 아이레스에서 암살당한다. 단지 매춘 때문이 아니라, 부치 캐시디 등의 무법자들의 지원으로 운영되는 거대한 범죄 조직의 실체를 밝히려 했기 때문에 살해당했다는 설이 유력하다. 그녀가 암살당한 이후, 코르토는 그녀의 딸을 자기가 믿는 친구에게 맡긴다.
- 판도라 그루베스노르(Pandora Groovesnore) 시드니의 선박왕 타데오 그루베스노르(Tadeo Groovesnore)의 딸이면서 영국 해군의 악독한 해군대장 로날드 그루베스노르(Ronald Groovesnore)의 조카딸. “암스테르담의 소녀”호가 난파되어 카인과 함께 바다 한가운데에서 조난당한 상태였는데 수도승의 부하 라스푸틴이 구해주었다. 코르토는 과거 모험을 회상하면서 그녀를 떠올리는 경우가 종종 있다.《켈트 이야기》에서 코르토는 그녀가 결혼했다는 사실을 카인의 얘기를 통해 듣게 된다.
- 솔레다드 뢱하르트(Soledad Löckhaart)
- 마리나 세미노바(Marina Seminova) 황실의 황금을 싣고 무장한 열차를 타고 시베리아를 누비는 러시아 공작부인.
- 샹하이 리(Shanghai Li) 비밀 조직 “홍등”의 젊은 운동가.
- 송 위리(Wee Lee Song, 송애령) 아마 쿵샹시의 부인이자 저장재벌 찰리 쑹의 3자매중 한 명인 쑹아이링을 모티브로 나왔을 거라 생각한다. 코르토 말테제 시리즈에 직접 등장하지는 않지만 코르토 시리즈에서 중요한 인물로 언급되는 여인으로 상하이의 백만장자 송 선생의 딸이다. 그녀는 단지 《시베리아 횡단열차》편에서 언급되는 것에서 그치지만, 홍콩에 그녀가 나타났다는 소식은 만화 속에서 많은 의미를 가지는 것처럼 보인다.
- 베넥시아나 스테벤슨(Venexiana Stevenson) 돈을 위해서 모험을 서슴지 않는 팜므 파탈. 그녀와 코르토와의 관계는 모호하지만 코르토가 임신한 베넥시아나의 아기 아빠로 의심된 적이 있었다. 하지만 남편의 정체는 끝까지 밝혀지지 않는다.

### 친구들
- 트리스탄 반탐(Tristan Bantam) 젊은 영국 상속인. 무(Mu)대륙 연구에 사로 잡혀있는 로날드 반탐의 아들. 그는 아버지가 죽은 후 코르토의 도움으로 아버지의 연구를 이어서 수행하게 된다. 의붓누의 모르가나처럼, 흑마법이 섞여있는 문명붕괴의 역사를 연구에 정신적인 영향을 받았다.
- 레비 컬럼비아(Levi Columbia) 골동품 거래상이자 수리남에 있는 파라마리보 박물관 운영자. 엘도라도에 대한 환상에 사로잡혀있다. 그의 친구 제레미아 스타이너와 함께 파리에서 연구하면서 무 대륙의 전설의 도시를 발견 할 수 있을 거라는 희망을 갖고, 이에 매혹된다. “꿈에서는 금인데 현실에선 납이야”라고 하면서 목숨을 걸지 않고 모험에 대한 몽상 하기는 좋아한다. 최악의 상황이라도, 자신의 망상구현화를 위해서 코르토 같은 모험가들에게 기꺼이 모험 자금을 대준다.
- 크라니오(Cranio) 백인들과 일하고 그들의 일에 협력하는 피지 제도의 멜라네시아인. 수도승의 명령에 따라, 무슨 일을 저지를지 모를 라스푸틴을 감시하는 역할을 한다. 비록 이렇게 백인들을 위해 일하고 있는 입장이지만, 멜라네시아인과 폴리네시아인이 독립된 국가를 세우기를 열망하고 있다. 타인을 이해 할 줄 알고, 판도라, 카인, 코르토를 구하기 위해 목숨을 건 모험을 한다. 하지만 정작 라스푸틴이 얼마나 위험한 인물인지 생각하지 못한 듯하다.
- 쿠시(Cush) 다나킬의 전사로 에리트레아 출생인데도 동아프리카를 가로질러 홍해를 건넜다. 잔혹한 전사로, 인생의 목적은 백인들을 자기 나라에서 축출하는 것이다. 그런데도 코르토와의 우정이 있다는 점이 유별나다. 독실한 무슬림이다.
- 카인 그루베스노르(Caïn Groovesnore) 로날드 그루베스노르의 아들이자 판도라 그루베스노르의 사촌동생. 판도라와 함께 “암스테르담의 소녀”호에 타고 있었다. 납치당한 상황에서 탈출을 시도하는 과정에서 정신적으로 성숙하게 되고, 우정의 가치를 깨닫는다. 1918년에 RAF(로얄에어포스. 영국 공군)에 지원한다.
- 수도승 모자 때문에 그림자가 드리워서 얼굴이 보이지 않는 불가사의한 인물. 루머에 따르면 그의 존재가 100년도 더 되었다는 이야기가 있다. 에스콘디다 섬에서 해적단을 조직해 이끌고 있었는데, 판도라와 카인이 오면서 자신의 과거사를 기억해내고 그에 따른 정신적인 고통으로 기이한 행동을 보인다.
- 라스푸틴(Raspoutine) (역사 속의 러시아 수도승 라스푸틴과 이름이 같고 외관도 비슷하지만 그의 인생에서 아무런 관계도 없다) 돈과 쾌락을 위해서라면 어떠한 반사회적인 행동도 서슴지 않는 냉혈한 킬러. 코르토와 함께 모험가의 한 단면을 보여주는 인물이다. 비록 그가 악한이지만 코르토와의 우정은 부인할 수 없다.
- 사마엘(Shamael) 죽음을 볼 수 있고 들을 수 있어서 “죽음의 천사(신)”라고 불리는 주술사. 에티오피아의 왕 테오도로의 죽음을 야기했다.
- 크리스티안 슬러터(Christian Slütter) 독일 해군 장교로 국가에 대해 고고한 책임정신을 지니고 있으나 해적 세계에 연루되었다. 상부의 명령을 따라야하는 상황이라서 잠수함의 지휘를 맡으면서도 수도승의 처분에 따라 행동하게 된다. 후에 속죄를 한다고 영국 배인 빅토리아호를 파괴하고, 영국군에 의해 갖가지 혐의를 입고 사형선고를 받아 1915년 1월 19일에 총살형 당한다.
- 제레미아 스타이너(Jeremiah Steiner) (이 인물은 프라트의 친구 엔리크 립스직Enrique Lipszyc에서 영감을 얻어 만들어졌다) 프라하 대학의 전임 교수. 신비주의와 비교주의 분야의 전문가다. 코르토가 남미에서 그를 만났을 당시 그는 알코올중독자였고, 엘도라도에 대한 연구에 푹 빠져있었다. 보물탐사 때문에 오랫동안 남미에 머물러 있다가 유럽으로 돌아간다. 후에 헤르만 헤세와 코르토의 만남을 주선한다.
- 타라오(Tarao) 뉴질랜드의 마오리 부족 청년. 라스푸틴의 배가 난파되어 바닷가에 쓰러진 카인에게 학교에서 영어를 잘 배웠다면서 말을 거는 모습을 보이면서 등장한다. 그는 라스푸틴의 배 옆에 정박해있는 독일 배에 타고 있었다. 어려운 순간을 매우 잘 해쳐나가는 것으로 보아 경험 많은 뱃사람임을 알 수 있다. 그는 죽을 때까지 코르토와 긴 우정을 유지했다.

### 실존 인물
- 가브리엘 단눈치오-베네치아의 전설
- 스탈린(조세프 주가추빌리)-사마르칸트의 황금궁전
- 헤르만 헤세-헬베티아 사람들
- 타마라 드 렘피카-헬베티아 사람들
- 잭 런던-코르토의 청춘
- 해리 롱바우(선댄스 키드), 에타 플라스-탱고
- 핫소 폰 만토이펠-염소자리 아래에서
- 르로이 파커(부치 캐시디)-탱고
- 프레데릭 롤프(코르보 남작)-베네치아의 전설
- 엔베르 파샤-사마르칸트의 황금궁전
- 그리고리 미하일로비치 세메노프-시베리아 횡단열차
- 만프레드 폰 리히토벤-켈트 이야기
- 어니스트 B. 쇼드사크-헬베티아 사람들
- 담딘 수흐바타르(수케바토르)-시베리아 횡단열차
- 로만 페도로비치 폰 웅게른 슈테른베르크-시베리아 횡단열차
- 오나티스(아리스토트 오나시스), 어네스트 헤밍웨이-켈트 이야기

## 애니메이션
《시베리아 횡단열차》의 내용을 바탕으로 한 극장판 애니메이션 《코르토 말테제-비밀의 정원》이 제작되었다. 그 외에 다른 만화책 시리즈도 TV 애니메이션 시리즈로 만들어졌다.

## 대한민국에 소개된 코르토 말테제
- 북하우스 출판사에서 다섯 권의 번역본이 출간되었다. (켈트 이야기, 에티오피아 대장정, 시베리아 횡단열차, 사마르칸트의 황금궁전, 베네치아의 전설)
- 2008년에 열린 SICAF에서 코르토 말테제 전시회가 열렸다.

## 같이 보기
- 르 몽드가 선정한 세기의 도서 100권